# 中根龍太郎
中根 龍太郎（-竜太郎、なかね りゅうたろう、1901年12月26日 - 1944年8月30日）は、日本の俳優、コメディアン、映画監督である。本名は山口 龍太郎（やまぐち りゅうたろう）である。

## 人物・来歴
1901年（明治34年）12月26日、京都府京都市上京区御池栄町に「山口龍太郎」として生まれる。
東京に出て、満14歳のときに1916年（大正5年）、ジョヴァンニ・ヴィットーリオ・ローシーらの「オペラコミック」一座に入門、原信子が1918年（大正7年）に設立した「原信子歌劇団」、石井漠の「石井漠舞踊団」を経て、浅草オペラの舞台を経験した。
関東大震災後、京都に戻り、1924年（大正13年）、牧野省三のマキノ映画製作所に入社、等持院撮影所で金森万象監督の『超現代人』に出演して映画界にデビューした。同年、二川文太郎監督の『恋の猟人』で、映画出演4作目にして主演作を勝ち取った。同社は同年、東亜キネマと合併するが、そのままマキノが独立・分離するまで在籍した。翌1925年（大正14年）、マキノ・プロダクションが設立されると同社に移籍した。中根は現代劇にも剣戟映画にも出演、主演した。1926年（大正15年）、自らが主演した『お止めなさいよ人の噂は』を監督して、映画監督としてデビューした。1927年（昭和2年）、女優の泉春子と結婚した。

1928年（昭和3年）、牧野省三が監督した大作『忠魂義烈 実録忠臣蔵』に出演、松野河内守役と与太九呂役の二役を演じた後、押本七之助監督の『伊達男』に主演した後に、独立して、中根龍太郎喜劇プロダクションを設立した。
プロダクション解散後、中根は、プロダクションに参加した有馬茂明（のちの有馬是馬）、結城三重吉（のちの小崎政房）、千葉三郎（のちの大乗寺八郎）とともに妻の春子の実家の協力を得て、佐賀県唐津町（現在の唐津市）で浪花節芝居をしていたが、同年11月には郎党ともども松竹下加茂撮影所に迎えられた。同プロダクションで映画に出演した榎本健は浅草公園六区に戻り、榎本健一と名乗って「カジノ・フォーリー」を立ち上げている。中根の下加茂入社第1作は、阪東寿之助主演、友成用三監督の『とかげ』で、翌1929年、入社4作目でやっと監督・主演作『提灯』を得た。同年、日活から伊藤大輔が招かれて監督した傾向映画の大作『斬人斬馬剣』に出演したのを最後に、牧野省三がすでに没した後のマキノ・プロダクションに戻った。
牧野省三の長男・マキノ正博（のちのマキノ雅弘）が跡を継いだマキノでは、入社第1作は、かつて初主演作を撮った二川文太郎が監督した『刀を抜いて』、主演であった。1931年（昭和6年）には同社は解散することになり、水上譲太郎監督の『落第坊主』を最後にフリーランスの道を選んだ。1933年（昭和8年）には、東京のP.C.L.映画製作所（のちの東宝映画の前身の一社、現在の東宝の前身の一社）で、木村荘十二監督のトーキー『音楽喜劇 ほろよひ人生』に出演した。
1944年（昭和19年）8月30日、死去した。満42歳没。

## フィルモグラフィ
特筆以外は出演。

### マキノ - 東亜キネマ 等持院撮影所
- 『超現代人』 : 監督金森万象、1924年 - 浮浪者林田
- 『祇園の春 散り行く花』 : 監督金森万象、1924年
- 『郷関を出てて』 : 監督井上金太郎、1924年
- 『恋の猟人』 : 監督二川文太郎、1924年 - 迂殿大木
- 『戦場の月』 : 監督後藤秋声、1924年
- 『天晴れ大関』 : 監督沼田紅緑、1924年
- 『風刺小品集 第三篇 夜』 : 監督井上金太郎、1924年
- 『ロビンフットの夢』 : 監督金森万象、1924年 - その父中山平七（リチャード王）
- 『それ見た事か』 : 監督井上金太郎、1924年 - 永い獄中生活を終えて新生涯に入ろうと決心した男恭太郎
- 『江戸怪賊伝 影法師』前篇・後篇 : 監督二川文太郎、1925年 - 奇賊盲の権次
- 『小悪魔』 : 監督金森万象、1925年
- 『無宿者伝八』 : 監督沼田紅緑、1925年 - 無宿者伝八
- 『墓石が鼾する頃』 : 監督二川文太郎、1925年 - 弟子末友
- 『或る殿様の話』 : 監督二川文太郎、1925年 - 御子柴新太郎恒春

### マキノ御室撮影所
- 『白虎隊』 : 監督勝見正義、1925年 - 狂人佐太郎
- 『或る日の仇討』 : 監督井上金太郎、1925年
- 『討幕の叫び』 : 監督沼田紅緑、1925年 - その子分ポツテリの九助
- 『鎌腹』 : 監督マキノ省三、1925年 - 百姓弥作
- 『糸の乱れ』前篇・後篇 : 監督沼田紅緑、1925年 - 官軍参謀 大山巌
- 『義士と侠客』 : 監督マキノ省三、1925年 - ホテイ市郎兵衛
- 『糸の切れた風船玉』 : 監督井上金太郎、1925年
- 『エキストラガール』 : 監督衣笠貞之助・山根幹人、1925年
- 『呑喰気抜之助』 : 監督橋本佐一郎、1925年 - 石田残党 呑喰気抜之助
- 『街にぶらさがった糸瓜』 : 監督井上金太郎、1925年 - 靴の紐の豚作
- 『めしと女』 : 監督松崎虎雄、1926年
- 『快傑夜叉王』前篇・後篇 : 監督牧野省三、1926年 - 素走り太郎
- 『孔雀の光』前篇・第二篇 : 監督沼田紅緑、1926年 - 中岡慎太郎
- 『お止めなさいよ人の噂は』 : 1926年 - 監督・主演
- 『裁かるゝ者』 : 監督勝見正義、1926年 - 火の番作次
- 『人生親爺となる勿れ』 : 1926年 - 監督・主演（会社員高久寛一郎役）
- 『お洒落狂女』前後篇 : 監督マキノ省三、1926年 - 中村屋熊太郎、鼬小僧
- 『恋を背負う男』 : 1926年 - 監督のみ
- 『蝿』 : 1926年 - 監督・主演
- 『照る日くもる日』第一篇・第二篇 : 監督二川文太郎、1926年 - 白雲堂浪人
- 『村に来た呑気者』 : 1926年 - 監督・出演（旅芸人成松茂作役）
- 『照る日くもる日 第三篇』 : 監督中島宝三、1926年 - 白雲堂
- 『影法師捕物帳』前篇・後篇 : 監督二川文太郎、1926年 - めくらの権次
- 『鈴蘭の唄』 : 監督鈴木謙作、1927年 - 老小使（鈴子の父）
- 『手習小屋』 : 監督マキノ省三、1927年
- 『照る日くもる日 第四篇』 : 監督人見吉之助、1927年 - 白雲堂
- 『鞍馬天狗異聞 角兵衛獅子』 : 監督曾根純三、1927年 - 西郷吉之助
- 『人間治郎吉』 : 監督勝見正義、勝見庸太郎プロダクション、1927年 - 乾分小鼠忠太
- 『悪魔の星の下に』 : 監督二川文太郎、1927年 - 下郎藤助
- 『恋の守備兵』 : 勝見庸太郎プロダクション、1927年 - 監督・出演（その父役）
- 『鞍馬天狗異聞 続・角兵衛獅子』 : 監督勝見正義、1927年 - 西郷吉之助
- 『砂絵呪縛』第一篇・第二篇・終篇 : 監督金森万象、1927年 - 神明の紋吉
- 『お江戸日本橋』 : 監督曾根純三、1927年 - 旗本横井欣四郎
- 『合点勘次』 : 監督マキノ省三、1927年 - 合点勘次
- 『斑蛇』前篇 : 監督二川文太郎、1928年 - 奴金平
- 『忠魂義烈 実録忠臣蔵』 : 監督マキノ省三、1928年 - 松野河内守、伜 与太九呂
- 『伊達男』 : 監督押本七之助、1928年 - 伊達の忠作

### 中根龍太郎喜劇プロダクション
- 『助太刀商売』 : 1928年 - 監督・主演
- 『おんぼろ草紙』 : 監督山崎藤江、1928年

### 松竹下加茂撮影所
- 『とかげ』 : 監督友成用三、1928年
- 『人形武士』 : 監督小石栄一、1928年
- 『黒手組助六』 : 監督古野英治、1929年
- 『提灯』 : 共同監督服部静夫、1929年 - 監督・主演
- 『恋飛脚』 : 共同監督服部静夫、1929年 - 監督・主演
- 『用心棒』 : 監督石山稔、1929年
- 『人気男』 : 1929年 - 監督・主演
- 『曲る刃』 : 監督石山稔、1929年
- 『盆槍権兵衛』 : 1929年 - 監督・主演
- 『奴道中』 : 1929年 - 監督・主演
- 『無言詣』 : 監督古野英治、1929年
- 『斬人斬馬剣』 : 監督伊藤大輔、1929年 - 若者吾作

### マキノ御室撮影所
- 『刀を抜いて』 : 監督二川文太郎、1929年 - 主演（そばや三五郎）
- 『早慶戦時代』 : 監督川浪良太、1929年 - 稲門すしや幸之助
- 『彦左漫遊記』 : 監督吉野二郎、1929年 - 一心太助
- 『続影法師 狂燥篇』 : 監督二川文太郎、1929年
- 『職工慰安会』 : 監督神田金太郎、1930年
- 『学生三代記 明治時代』 : 監督マキノ正博・阪田重則・並木鏡太郎・久保為義、1930年
- 『呑福大恋愛』 : 監督二川文太郎、1930年
- 『腹の立つ忠臣蔵』 : 監督久保為義・マキノ正博、1930年
- 『怪談累ヶ淵』 : 監督二川文太郎、1930年 - 赤根龍七
- 『スタヂオ殺人事件』 : 監督水上譲太郎、1930年 - 現代劇監督役
- 『シボレー恋をのせて』 : 監督人見吉之助、1930年
- 『膝栗下木曽街道』 : 監督金森万象、1930年
- 『潜行戦線』 : 監督滝沢英輔、1930年
- 『やきもち合戦』 : 監督三上良二、1930年
- 『呑気放亭』 : 監督根岸東一郎、1931年
- 『落第坊主』 : 監督水上譲太郎、1931年

### フリーランス
- 『頼母子権兵衛』 : 監督吉野二郎、赤沢キネマ、1932年
- 『音楽喜劇 ほろよひ人生』 : 監督木村荘十二、P.C.L.映画製作所、1933年

## 註
1. 1 2 3 4 5  『芸能人物事典 明治大正昭和』、日外アソシエーツ、1998年、「中根龍太郎」の項。
2. 1 2 3 4 5 6 7 8  #外部リンク、「中根龍太郎」、日本映画データベース、2009年11月12日閲覧。
3. ↑  『芸能人物事典 明治大正昭和』、日外アソシエーツ、1998年、「泉春子」の項。
4. ↑  『日本映画俳優全集・男優編』、キネマ旬報社、1979年、p.30（「有馬是馬」、執筆奥田久司）。